# Lista över politiska partier i Burundi
Det här är en lista över politiska partier i Burundi.

## Stora partier
- Conseil national pour la défense de la démocratie – Forces de défense de la démocratie (CNDD–FDD)
- Union pour le progrès national (UPRONA)
- Frodebu
- Frodebu-Nyakuri